# Csábi Mihály
Csábi Mihály (Budapest, 1995. március 25. –) magyar labdarúgó.

## Pályafutása
2013. szeptember elsején debütált a Honvéd felnőtt csapatában a Kaposvár ellen.